# Joseph Wendel
Joseph Wendel (ur. 27 maja 1901 w Blieskastel, zm. 31 grudnia 1960 w Monachium) – niemiecki duchowny katolicki, arcybiskup Monachium i Fryzyngi, kardynał.

## Życiorys
Studiował w seminarium w Spirze i na Papieskim Uniwersytecie Gregoriańskim w Rzymie. Przyjął święcenia kapłańskie 30 października 1927 w Rzymie, studia uwieńczył doktoratami z filozofii i teologii. Pracował jako duszpasterz w diecezji Spiry, kierował również miejscowym Caritasem. W kwietniu 1941 został mianowany biskupem tytularnym Lebesso i koadiutorem (z prawem następstwa) biskupa Spiry; sakrę odebrał 29 czerwca 1941 z rąk Ludwiga Sebastiana (biskupa Spiry). Po śmierci biskupa Sebastiana (w maju 1943) objął zwierzchnictwo nad diecezją Spiry.
W sierpniu 1952 został promowany na stolicę arcybiskupią Monachium i Freising, a w styczniu 1953 mianowany kardynałem prezbiterem S. Maria Nuova. Papież Pius XII powołał go również na katolickiego biskupa polowego Niemiec (w lutym 1956). W 1960 Wendel przygotowywał Światowy Kongres Eucharystyczny w Monachium. W tym samym roku zmarł, został pochowany w katedrze monachijskiej.